# Kang Ok-sun
Kang Ok-Sun (14 de abril de 1946) é uma ex-jogadora de voleibol da Coreia do Norte que competiu nos Jogos Olímpicos de 1972.
Em 1972, ela fez parte da equipe norte-coreana que conquistou a medalha de bronze no torneio olímpico, no qual atuou em cinco partidas.